# Evelyn Brent
Evelyn Brent właśc. Mary Elizabeth Riggs (ur. 20 października 1899 w Tampa, zm. 4 czerwca 1975 w Los Angeles) – amerykańska aktorka filmowa.

## Filmografia
- 1927: Ludzie podziemia
- 1928: Ostatni rozkaz